# Krutsjön (Vilhelmina socken, Lappland, 714728-155837)
Krutsjön är en sjö i Vilhelmina kommun i Lappland och ingår i Ångermanälvens huvudavrinningsområde. Sjön har en area på 1,91 kvadratkilometer och ligger 368,9 meter över havet. Sjön avvattnas av vattendraget Torvsjöån.

## Delavrinningsområde
Krutsjön ingår i det delavrinningsområde (714626-155814) som SMHI kallar för Utloppet av Krutsjön. Medelhöjden är 430 meter över havet och ytan är 23,03 kvadratkilometer. Det finns inga avrinningsområden uppströms utan avrinningsområdet är högsta punkten. Torvsjöån som avvattnar avrinningsområdet har biflödesordning 2, vilket innebär att vattnet flödar genom totalt 2 vattendrag innan det når havet efter 250 kilometer. Avrinningsområdet består mestadels av skog (81 procent). Avrinningsområdet har 1,92 kvadratkilometer vattenytor vilket ger det en sjöprocent på 8,3 procent.